# VY Великого Пса
VY Великого Пса, (лат. VY Canis Majoris, VY CMa) — зірка в сузір'ї Великого Пса, гіпергігант. Є одною з найбільших відомих зірок і однією з найяскравіших.
Відстань до VY Великого Пса становить близько 1170 парсек (3900 світлових років).

Порівняння розмірів Сонця (Sun) і VY Великого Пса

Радіус зірки вчені в 2005 році визначили від 1800 до 2100 радіусів Сонця (згідно з дослідженням, опублікованим у березні 2009 року, радіус зірки становить лише 1540 радіусів Сонця, у 2012 вчергове було уточнено радіус — в діапазоні від 1300 до 1540 радіусів, тобто не є найбільшою із відомих). Якщо порівняти Сонце з VY Великого Пса, то воно буде неймовірно маленьким, так при заміні Сонця на VY Великого Пса, остання б поглинула в себе всі планети і досягла б орбіти Сатурна. Щоб облетіти всю зірку по колу, навіть світлу треба було б 8 годин.
Маса зірки оцінюється в 17 мас Сонця, що вказує на надзвичайно малу густину зірки. Густина зірки приблизно дорівнює 0,000005—0,00001 кг/м³ (для порівняння, густина повітря при 0 °C складає 1,2929 кг/м³). Кубічний кілометр зірки важить приблизно 5—10 тонн.
Про властивості зірки досі йдуть суперечки. Одна з точок зору полягає в тому, що ця зірка дуже великий червоний гіпергігант. Інша — що це звичайний великий червоний надгігант, тільки дуже великий, з розмірами в 600 разів більше сонячного, а не в 2000. В цьому випадку його розширення буде продовжуватися далі.

## Інтернет-ресурси
- Порівняння найбільших об'єктів у Всесвіті